# Sister Rosetta Tharpe
Rosetta Nubin (Cotton Plant, Arkansas, 20 de març de 1915 - Filadèlfia, 9 d'octubre de 1973), coneguda com a Sister Rosetta Tharpe, va ser una cantant i guitarrista nord-americana.
Va ser molt popular durant les dècades de 1930 i 1940 gràcies als seus discs de música gòspel, en els quals interpretava temes d'aquest estil de música religiosa amb una guitarra elèctrica. És considerada la primera gran estrella de la música gòspel i una pionera del rhythm and blues i del rock and roll arribant a ser etiquetada com a «la germana del soul» o «la padrina del rock and roll.»
Va ser una important influència per a músics de la següent generació, que portarien el rock and roll a la categoria de música de masses, com Little Richard, Johnny Cash, Carl Perkins, Chuck Berry, Elvis Presley o Jerry Lee Lewis. Tharpe és considerada també una pionera per la seva tècnica tocant la guitarra, ja que va ser de les primeres persones a utilitzar amb força la distorsió de la guitarra elèctrica, obrint així el camí al blues elèctric.
Va ser de les primeres artistes a treure la música gòspel de les esglésies amb la voluntat de portar el missatge religiós a les sales d'oci nocturn. D'aquesta manera va assolir els seus primers èxits amb temes com Rock Me (1938) o This train (1939).
El seu tema de 1944 Down by the Riverside va ser seleccionat el 2004 per al Registre Nacional d'Enregistraments de la Biblioteca del Congrés dels Estats Units. Aquest enregistrament és considerat un precursor del rock and roll si no directament el primer disc de rock and roll de la història.

## Biografia
Rosetta Nubin va néixer el 20 de març de 1915 a Cotton Plant, Arkansas, filla d'un matrimoni de recol·lectors de cotó. La seva mare també era cantant i tocava la mandolina a l'església de la qual eren feligresos, ja que es tractava d'una església que permetia que les dones hi cantessin i prediquessin. Ja amb sis anys Rosetta apareix citada com a intèrpret a la seva parròquia.
Així, durant la seva infantesa va participar amb la seva mare en gires pel sud dels Estats Units formant part d'una companyia evangèlica ambulant. A mitjan dècada de 1920, Rosetta i la seva mare es van establir a Chicago, Illinois, on oferien concerts religiosos aconseguint aviat una fama destacable.
El 1934 es va casar amb el predicador Thomas Thorpe que la va acompanyar a ella i a la seva mare en moltes de les seves gires. El matrimoni es va divorciar el 1938, però ella va decidir utilitzar una lleu modificació del cognom del seu marit com a nom artístic, que passà a ser Sister Rosetta Tharpe per la resta de la seva carrera.

## Carrera discogràfica

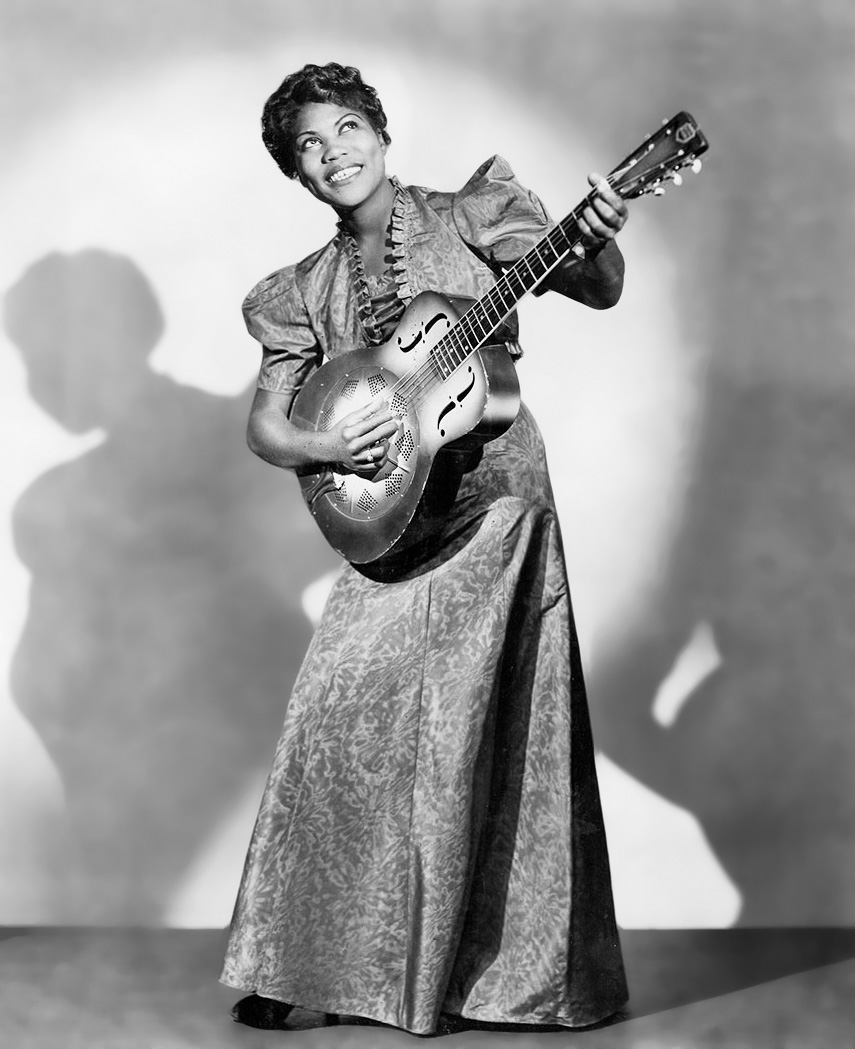
Tharpe fotografiada tocant la guitarra el 1938

El 31 d'octubre de 1938, amb 23 anys, Tharpe va publicar els seus primers enregistraments amb Decca Records, acompanyada de l'orquestra de jazz de Lucky Millinder. Aquelles primeres cançons de gòspel (com Rock Me, That's All, My Man and I o The Lonesome Road) van ser èxits instantanis, convertint Rosetta Tharpe en el primer fenomen comercial d'aquest estil de música.
Aviat va signar un contracte de deu anys amb Millinder i els seus discos van continuar causant furor. El seu èxit queda demostrat pel fet que el mateix any 1938 va actuar al Cotton Club de Harlem i al Carnegie Hall malgrat que en els cercles religiosos més conservadors estava mal vist que una dona actués en aquests escenaris.
Durant la Segona Guerra Mundial Tharpe va ser un dels dos únics artistes de gòspel que van enregistrar discs per enviar-los a les tropes americanes a l'estranger. El 1946, Tharpe va conèixer Marie Knight, amb qui va iniciar una relació artística que duraria anys oferint concerts conjunts en els circuits de música gòspel amb èxits com Up Above My Head i Gospel Train. Durant l'abril i el maig de 1964, Tharpe va fer una gira per Europa com a part de la Blues and Gospel Caravan, al costat de noms de referència d'aquests estils musicals.

## Últims anys
A partir de 1970 Tharpe va patir problemes greus de salut, com un ictus i l'amputació d'una cama per complicacions causades per la diabetis. Tanmateix, va continuar actuant en menor mesura fins que el 9 d'octubre de 1973, just el dia abans d'una sessió d'enregistrament, va patir un altre ictus que li va causar la mort, sent enterrada al cementiri de Northwood, a Filadèlfia.

## Influència musical
L'estil de guitarra de Tharpe combinava el blues urbà melòdic amb arranjaments de la música folk, incorporant-hi un swing que es considera precursor del rock and roll.
Little Richard la citava com la seva cantant preferida durant la infantesa i quan, el 1947, Tharpe va sentir un jove Richard actuar abans d'ella en un concert, el va convidar a l'escenari. Segons el cantant, aquesta experiència el va convèncer de convertir-se en un intèrpret professional.
Per altra banda, Tharpe va ser de les primeres persones a enregistrar música amb guitarra elèctrica, fet que la converteix en un referent per a artistes com Chuck Berry i Elvis Presley. Altres músics com Aretha Franklin, Jerry Lee Lewis o Isaac Hayes, la consideraven una influència important en ells.
Tina Turner citaria Tharpe, juntament amb Mahalia Jackson com una de les seves primeres influències musicals.
El 2019 el cantant Frank Turner va publicar la cançó Sister Rosetta sobre la seva influència i reivindicant la seva inclusió al Saló de la Fama del Rock and Roll.

## Discografia

### Àlbums
- Gospel Songs (Decca, 1947)
- Blessed Assurance (Decca, 1951)
- Gospel Train (Mercury, 1956)
- The Gospel Truth (Mercury, 1959)
- Sister Rosetta Tharpe (MGM, 1960)
- Spirituals in Rhythm (Promenade, 1960)
- Sister on Tour (Verve, 1961)
- The Gospel Truth (Verve, 1962)
- Precious Memories (Savoy, 1968)
- Gospel Keepsakes (MCA, 1983)
- Live in 1960 (Southland, 1991)
- Live at the Hot Club de France (BMG/Milan, 1991)

Les seves obres completes fins al 1961 van ser publicades en CD pel segell francès Frémeaux & Associés.